# Saison 2013-2014 des Nets de Brooklyn
La saison 2013-2014 des Nets de Brooklyn est la quarante-septième saison de basket-ball de la franchise américaine de la National Basketball Association (généralement désignée par le sigle NBA).

## Draft 2013
| Tour | Rang | Joueur        | Position | Nationalité | College/ancien club |
| ---- | ---- | ------------- | -------- | ----------- | ------------------- |
| 1    | 22   | Mason Plumlee | pivot    | États-Unis  | Duke                |

## Pré-saison
La pré-saison commence le 8 octobre au Verizon Center avec une rencontre contre les Wizards de Washington. Elle s'achève le 25 octobre, soit une cinq jours le début de la saison régulière, par un déplacement chez le Heat de Miami.
Le bilan de cette pré-saison est de cinq victoires pour deux défaites.

## Saison régulière

### Classements
Source : nba.com
 Mise à jour : Après les matchs du 16 avril 2014

#### Division
| Division Atlantique   | V  | D  | MJ | % V/D   | GB   | Dom   | Ext   | Div  | Conf  |
| --------------------- | -- | -- | -- | ------- | ---- | ----- | ----- | ---- | ----- |
| Raptors de Toronto    | 48 | 34 | 82 | 58,50 % | -    | 26-15 | 22-19 | 11-5 | 32-20 |
| Nets de Brooklyn      | 44 | 38 | 82 | 53,70 % | 4,0  | 28-13 | 16-25 | 9-7  | 26-26 |
| Knicks de New York    | 37 | 45 | 82 | 45,10 % | 11,0 | 19-22 | 18-23 | 10-6 | 26-26 |
| Celtics de Boston     | 25 | 57 | 82 | 30,50 % | 23,0 | 16-25 | 9-32  | 5-11 | 21-31 |
| 76ers de Philadelphie | 19 | 63 | 82 | 23,20 % | 29,0 | 10-31 | 9-32  | 5-11 | 14-38 |

#### Conférence
| Conférence Est | Conférence Est            | Conférence Est | Conférence Est | Conférence Est | Conférence Est | Conférence Est | Conférence Est |
| No             | Franchise                 | Vic.           | Déf.           | MJ             | MR             | % V/D          | RV             |
| -------------- | ------------------------- | -------------- | -------------- | -------------- | -------------- | -------------- | -------------- |
| 1              | Pacers de l'Indiana       | 56             | 26             | 82             | 0              | 68,30 %        | -              |
| 2              | Heat de Miami             | 54             | 28             | 82             | 0              | 65,90 %        | 2,0            |
| 3              | Raptors de Toronto (a)    | 48             | 34             | 82             | 0              | 58,50 %        | 8,0            |
| 4              | Bulls de Chicago (a)      | 48             | 34             | 82             | 0              | 58,50 %        | 8,0            |
| 5              | Wizards de Washington (b) | 44             | 38             | 82             | 0              | 53,70 %        | 12,0           |
| 6              | Nets de Brooklyn (b)      | 44             | 38             | 82             | 0              | 53,70 %        | 12,0           |
| 7              | Bobcats de Charlotte      | 43             | 39             | 82             | 0              | 52,40 %        | 13,0           |
| 8              | Hawks d'Atlanta           | 38             | 44             | 82             | 0              | 46,30 %        | 18,0           |
|                |                           |                |                |                |                |                |                |
| 9              | Knicks de New York        | 37             | 45             | 82             | 0              | 45,10 %        | 19,0           |
| 10             | Cavaliers de Cleveland    | 33             | 49             | 82             | 0              | 40,20 %        | 23,0           |
| 11             | Pistons de Détroit        | 29             | 53             | 82             | 0              | 35,40 %        | 27,0           |
| 12             | Celtics de Boston         | 25             | 57             | 82             | 0              | 30,50 %        | 31,0           |
| 13             | Magic d'Orlando           | 23             | 59             | 82             | 0              | 28,00 %        | 33,0           |
| 14             | 76ers de Philadelphie     | 19             | 63             | 82             | 0              | 23,20 %        | 37,0           |
| 15             | Bucks de Milwaukee        | 15             | 67             | 82             | 0              | 18,30 %        | 41,0           |

(a) Les Raptors de Toronto étant champion de division, ils se classent devant les Bulls de Chicago.
(b) Washington gagne la série 3 à 0.

## Playoffs

### Tableau
|  | 1er tour         | 1er tour                  | 1er tour                  |   |                         | Demi-finales de Conférence | Demi-finales de Conférence | Demi-finales de Conférence |  |   | Finales de Conférence | Finales de Conférence | Finales de Conférence |  |    | Finales NBA   | Finales NBA | Finales NBA |
|  |                  |                           |                           |   |                         |                            |                            |                            |  |   |                       |                       |                       |  |    |               |             |             |
|  | 1                | Pacers de l'Indiana       | 4                         |   |                         |                            |                            |                            |  |   |                       |                       |                       |  |    |               |             |             |
|  | 8                | Hawks d'Atlanta           | 3                         |   |                         |                            |                            |                            |  |   |                       |                       |                       |  |    |               |             |             |
|  | 8                | Hawks d'Atlanta           | 3                         |   | 1                       | Pacers de l'Indiana        | 4                          |                            |  |   |                       |                       |                       |  |    |               |             |             |
|  |                  |                           |                           |   | 1                       | Pacers de l'Indiana        | 4                          |                            |  |   |                       |                       |                       |  |    |               |             |             |
|  |                  | 5                         | Wizards de Washington     | 2 |                         |                            |                            |                            |  |   |                       |                       |                       |  |    |               |             |             |
|  | 4                | 5                         | Wizards de Washington     | 2 | Bulls de Chicago        | 1                          |                            |                            |  |   |                       |                       |                       |  |    |               |             |             |
|  | 4                |                           |                           |   | Bulls de Chicago        | 1                          |                            |                            |  |   |                       |                       |                       |  |    |               |             |             |
|  | 5                | Wizards de Washington     | 4                         |   |                         |                            |                            |                            |  |   |                       |                       |                       |  |    |               |             |             |
|  | 5                | Wizards de Washington     | 4                         |   |                         |                            |                            |                            |  | 1 | Pacers de l'Indiana   | 2                     |                       |  |    |               |             |             |
|  | Conférence Est   |                           |                           |   |                         |                            |                            |                            |  | 1 | Pacers de l'Indiana   | 2                     |                       |  |    |               |             |             |
|  |                  | 2                         | Heat de Miami             | 4 |                         |                            |                            |                            |  |   |                       |                       |                       |  |    |               |             |             |
|  | 3                | 2                         | Heat de Miami             | 4 | Raptors de Toronto      | 3                          |                            |                            |  |   |                       |                       |                       |  |    |               |             |             |
|  | 3                |                           |                           |   | Raptors de Toronto      | 3                          |                            |                            |  |   |                       |                       |                       |  |    |               |             |             |
|  | 6                | Nets de Brooklyn          | 4                         |   |                         |                            |                            |                            |  |   |                       |                       |                       |  |    |               |             |             |
|  | 6                | Nets de Brooklyn          | 4                         |   | 6                       | Nets de Brooklyn           | 1                          |                            |  |   |                       |                       |                       |  |    |               |             |             |
|  |                  |                           |                           |   | 6                       | Nets de Brooklyn           | 1                          |                            |  |   |                       |                       |                       |  |    |               |             |             |
|  |                  | 2                         | Heat de Miami             | 4 |                         |                            |                            |                            |  |   |                       |                       |                       |  |    |               |             |             |
|  | 2                | 2                         | Heat de Miami             | 4 | Heat de Miami           | 4                          |                            |                            |  |   |                       |                       |                       |  |    |               |             |             |
|  | 2                |                           |                           |   | Heat de Miami           | 4                          |                            |                            |  |   |                       |                       |                       |  |    |               |             |             |
|  | 7                | Bobcats de Charlotte      | 0                         |   |                         |                            |                            |                            |  |   |                       |                       |                       |  |    |               |             |             |
|  | 7                | Bobcats de Charlotte      | 0                         |   |                         |                            |                            |                            |  |   |                       |                       |                       |  | E2 | Heat de Miami | 1           |             |
|  |                  |                           |                           |   |                         |                            |                            |                            |  |   |                       |                       |                       |  | E2 | Heat de Miami | 1           |             |
|  |                  | W1                        | Spurs de San Antonio      | 4 |                         |                            |                            |                            |  |   |                       |                       |                       |  |    |               |             |             |
|  | 1                | W1                        | Spurs de San Antonio      | 4 | Spurs de San Antonio    | 4                          |                            |                            |  |   |                       |                       |                       |  |    |               |             |             |
|  | 1                |                           |                           |   | Spurs de San Antonio    | 4                          |                            |                            |  |   |                       |                       |                       |  |    |               |             |             |
|  | 8                | Mavericks de Dallas       | 3                         |   |                         |                            |                            |                            |  |   |                       |                       |                       |  |    |               |             |             |
|  | 8                | Mavericks de Dallas       | 3                         |   | 1                       | Spurs de San Antonio       | 4                          |                            |  |   |                       |                       |                       |  |    |               |             |             |
|  |                  |                           |                           |   | 1                       | Spurs de San Antonio       | 4                          |                            |  |   |                       |                       |                       |  |    |               |             |             |
|  |                  | 5                         | Trail Blazers de Portland | 1 |                         |                            |                            |                            |  |   |                       |                       |                       |  |    |               |             |             |
|  | 4                | 5                         | Trail Blazers de Portland | 1 | Rockets de Houston      | 2                          |                            |                            |  |   |                       |                       |                       |  |    |               |             |             |
|  | 4                |                           |                           |   | Rockets de Houston      | 2                          |                            |                            |  |   |                       |                       |                       |  |    |               |             |             |
|  | 5                | Trail Blazers de Portland | 4                         |   |                         |                            |                            |                            |  |   |                       |                       |                       |  |    |               |             |             |
|  | 5                | Trail Blazers de Portland | 4                         |   |                         |                            |                            |                            |  | 1 | Spurs de San Antonio  | 4                     |                       |  |    |               |             |             |
|  | Conférence Ouest |                           |                           |   |                         |                            |                            |                            |  | 1 | Spurs de San Antonio  | 4                     |                       |  |    |               |             |             |
|  |                  | 2                         | Thunder d'Oklahoma City   | 2 |                         |                            |                            |                            |  |   |                       |                       |                       |  |    |               |             |             |
|  | 3                | 2                         | Thunder d'Oklahoma City   | 2 | Clippers de Los Angeles | 4                          |                            |                            |  |   |                       |                       |                       |  |    |               |             |             |
|  | 3                |                           |                           |   | Clippers de Los Angeles | 4                          |                            |                            |  |   |                       |                       |                       |  |    |               |             |             |
|  | 6                | Warriors de Golden State  | 3                         |   |                         |                            |                            |                            |  |   |                       |                       |                       |  |    |               |             |             |
|  | 6                | Warriors de Golden State  | 3                         |   | 3                       | Clippers de Los Angeles    | 2                          |                            |  |   |                       |                       |                       |  |    |               |             |             |
|  |                  |                           |                           |   | 3                       | Clippers de Los Angeles    | 2                          |                            |  |   |                       |                       |                       |  |    |               |             |             |
|  |                  | 2                         | Thunder d'Oklahoma City   | 4 |                         |                            |                            |                            |  |   |                       |                       |                       |  |    |               |             |             |
|  | 2                | 2                         | Thunder d'Oklahoma City   | 4 | Thunder d'Oklahoma City | 4                          |                            |                            |  |   |                       |                       |                       |  |    |               |             |             |
|  | 2                |                           |                           |   | Thunder d'Oklahoma City | 4                          |                            |                            |  |   |                       |                       |                       |  |    |               |             |             |
|  | 7                | Grizzlies de Memphis      | 3                         |   |                         |                            |                            |                            |  |   |                       |                       |                       |  |    |               |             |             |